# Középső triász
A középső triász a triász földtörténeti időszak három kora közül a középső, amely ~247,2 millió évvel ezelőtt (mya) kezdődött a kora triász kor után, és ~237 mya ért véget a késő triász kor kezdetekor. Kronosztratigráfiai megfelelője a középső triász sorozat. A szakirodalomban bevett rövidítése Tr2. A középső triász során keletkezett a muschelkalk nevű litosztratigráfiai egység, az úgynevezett germán triász középső része.

## Tagolása
A kort az alábbi két korszakra tagolják (a korábbitól a későbbi felé haladva):
- Anisusi korszak: 247,2 – ~242 Ma
- Ladin korszak: Jelen

## Élővilág
A középső triászban jelentek meg az első herrerasaurusok, a dinoszauruszok egyik legősibb csoportja.